# Маркулени (Муреш)
Маркулени (рум. Mărculeni) насеље је у Румунији у округу Муреш у општини Берени. Oпштина се налази на надморској висини од 417 m.

## Становништво
Према подацима из 2002. године у насељу је живело 271 становника.

### Попис2002.
| Расподела становништва по националности 2002.‍ | Расподела становништва по националности 2002.‍ | Расподела становништва по националности 2002.‍ | Расподела становништва по националности 2002.‍ | Расподела становништва по националности 2002.‍ |
| --------------------------------------------- | --------------------------------------------- | --------------------------------------------- | --------------------------------------------- | --------------------------------------------- |
|                                               |                                               |                                               |                                               |                                               |
| Мађари                                        | Мађари                                        |                                               | 256                                           | 94,8%                                         |
| Роми                                          | Роми                                          |                                               | 14                                            | 5,2%                                          |